# Chironomus anthracinus
Chironomus anthracinus es una especie de quironómido nematócero perteneciente al género Chironomus, categorizada en la tribu Chironomini, de la subfamilia Chironominae. Fue descrita por Zetterstedt en 1860.
Este ejemplar es válido y aceptado y aparece registrado en una sección de la publicación Diptera Scandinaviae disposita et descipta. Tomus decimus qvartus seu ultimus, continens addenda, corrigenda & emendata tomis prioribus, atque generico omnium tomorum de 1860 del autor Zetterstedt, J.W.

## Distribución y hábitat
Se distribuye por Finlandia, Suecia, Reino Unido, Noruega, Canadá, Estados Unidos, Países Bajos y otros países de Europa. Suele habitar en lagos oligotróficos y eutróficos.